# Liste der Schiffe der k.u.k. Kriegsmarine

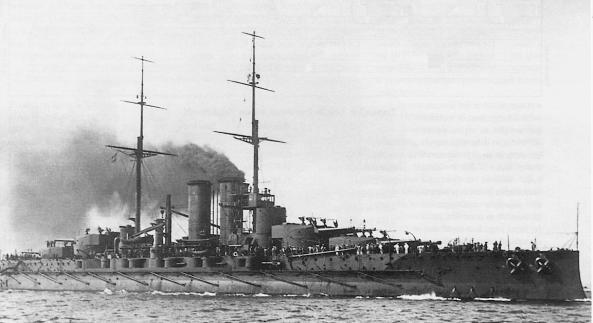
SMS Viribus Unitis (Fotografie 1912)

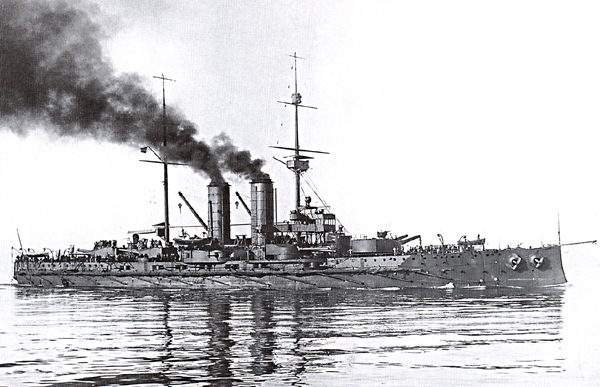
SMS Radetzky

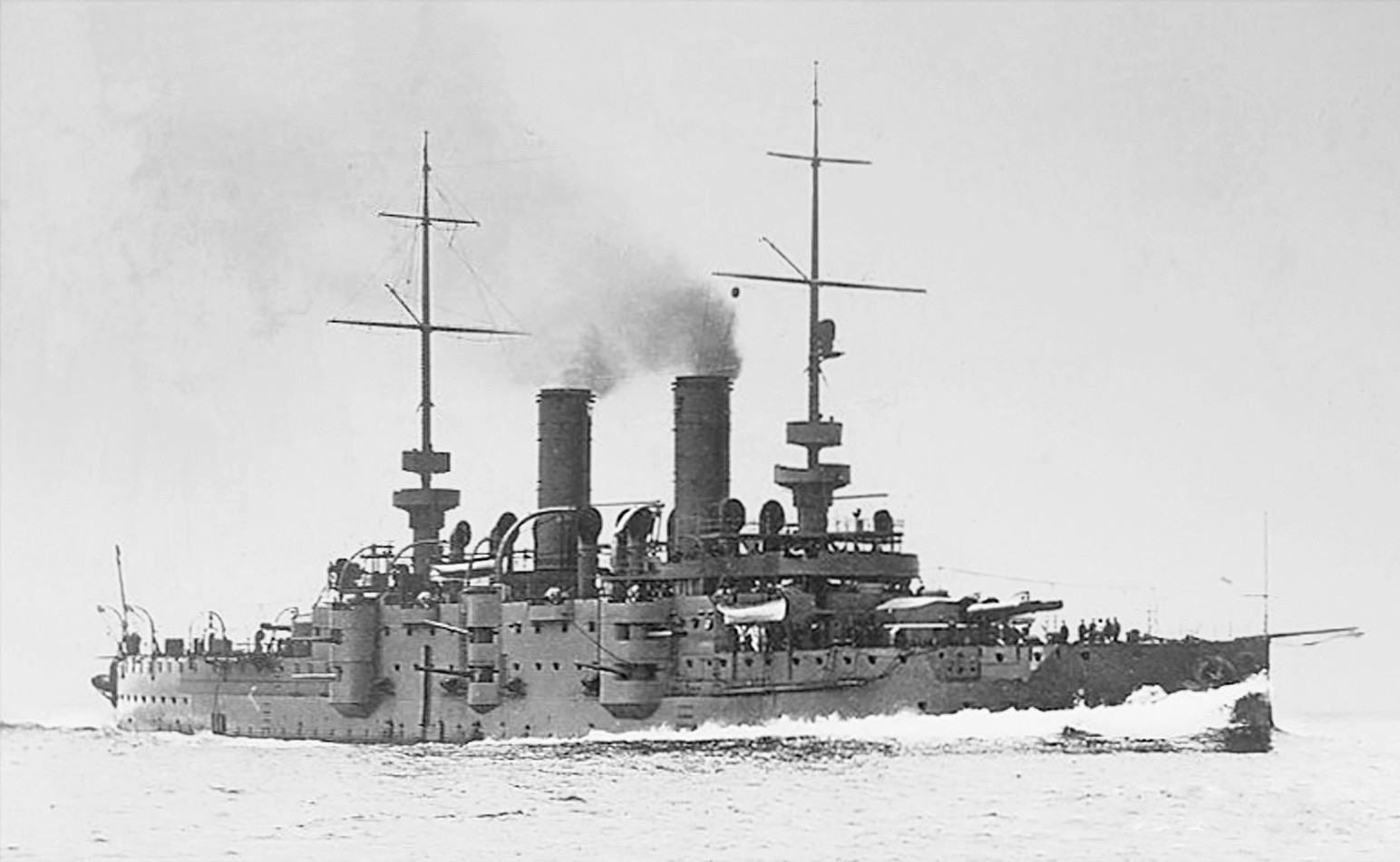
SMS Habsburg, 1901

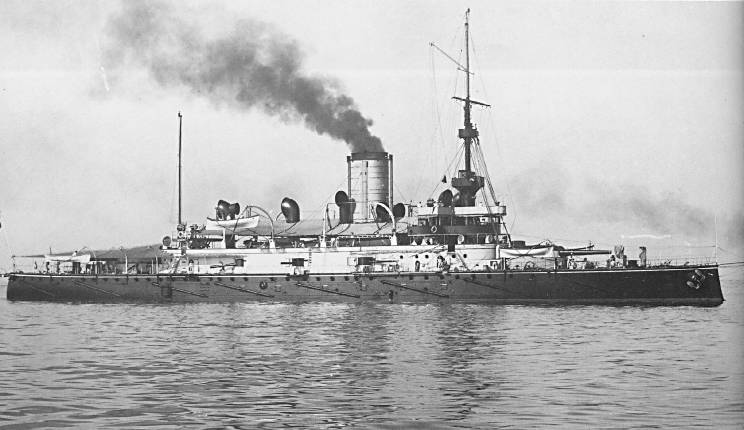
SMS Budapest

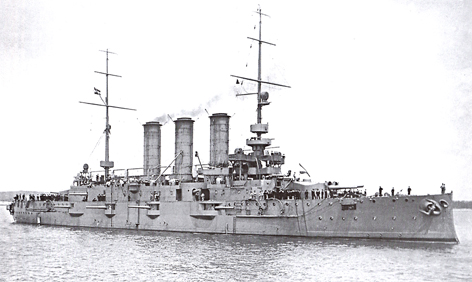
SMS Erzherzog Karl

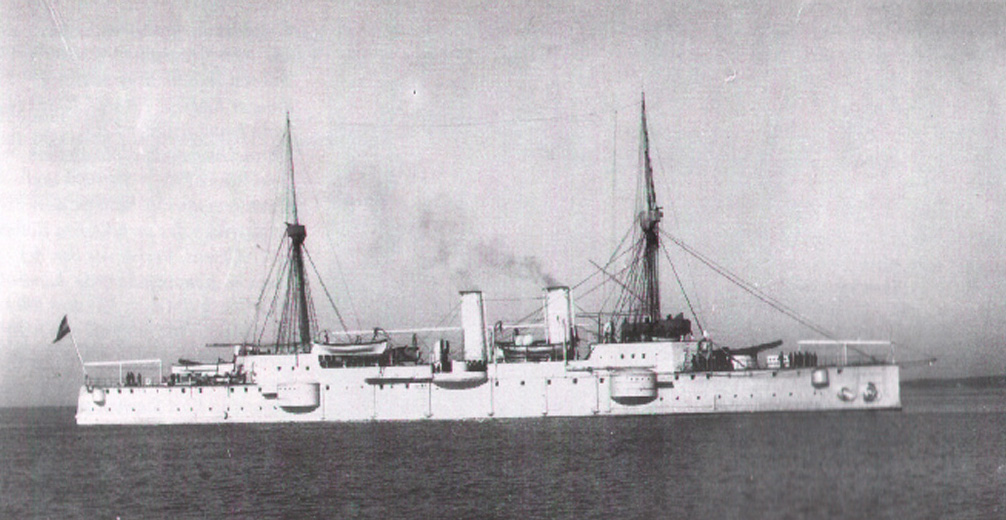
SMS Kaiserin Elisabeth

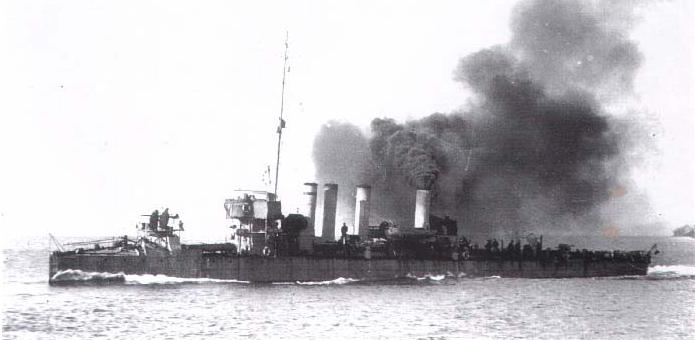
SMS Warasdiner

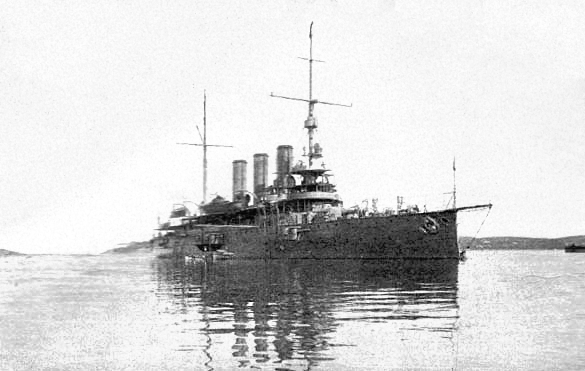
SMS St. Georg

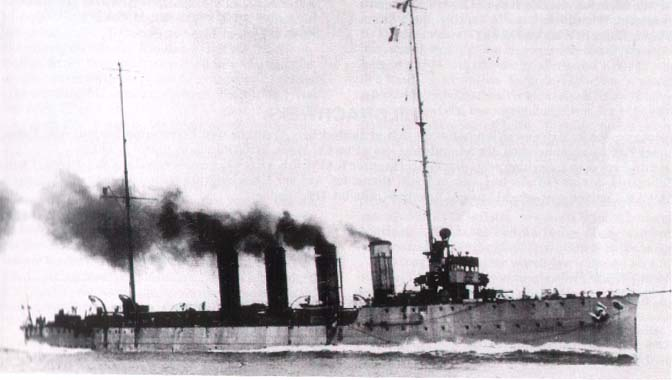
SMS Helgoland

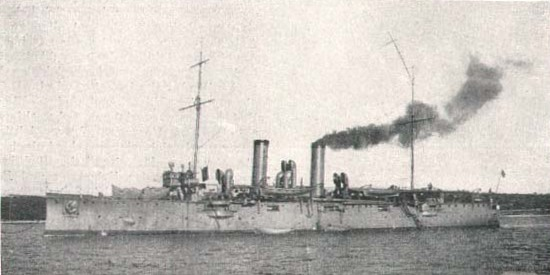
SMS Zenta

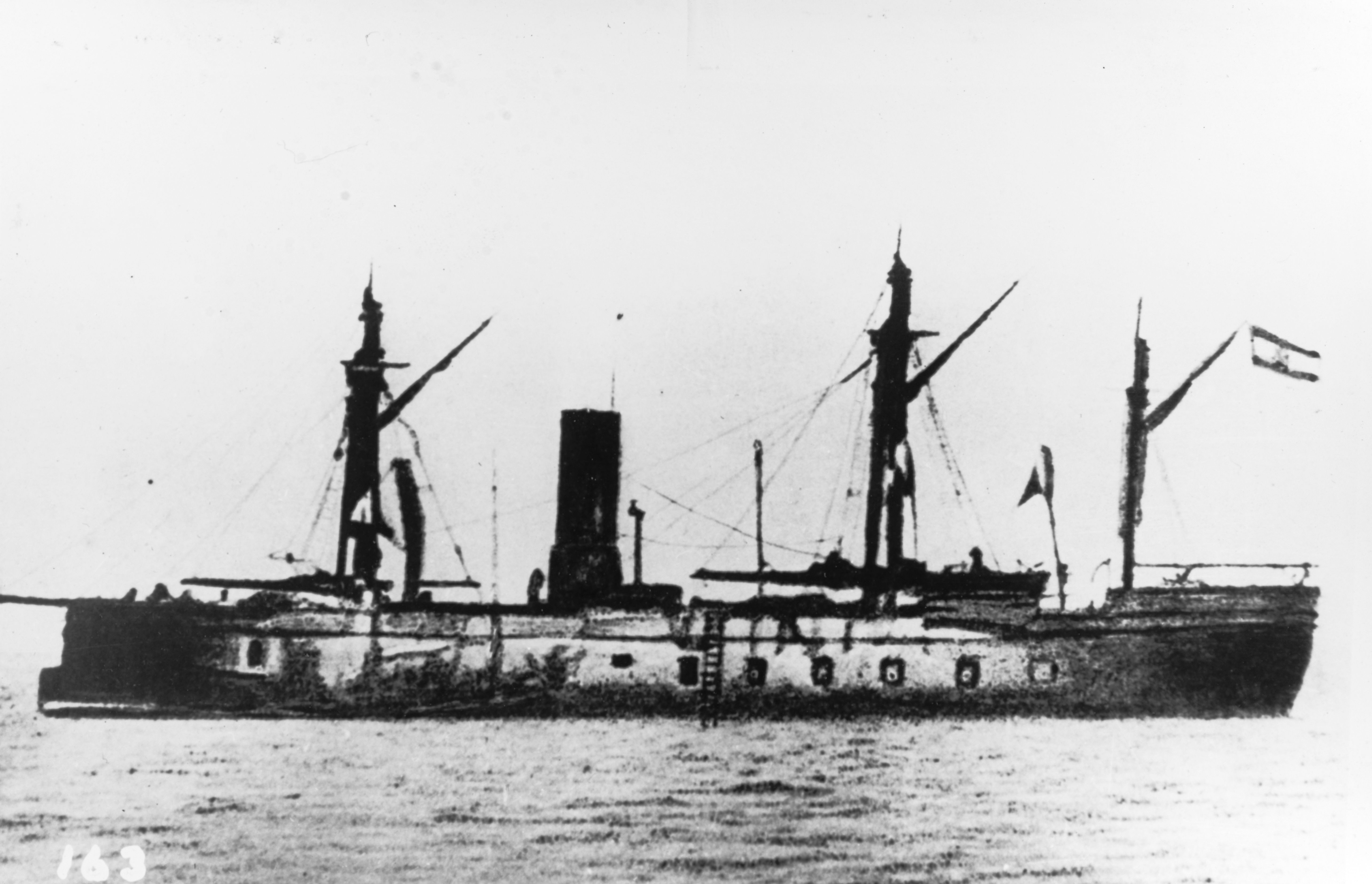
SMS Salamander

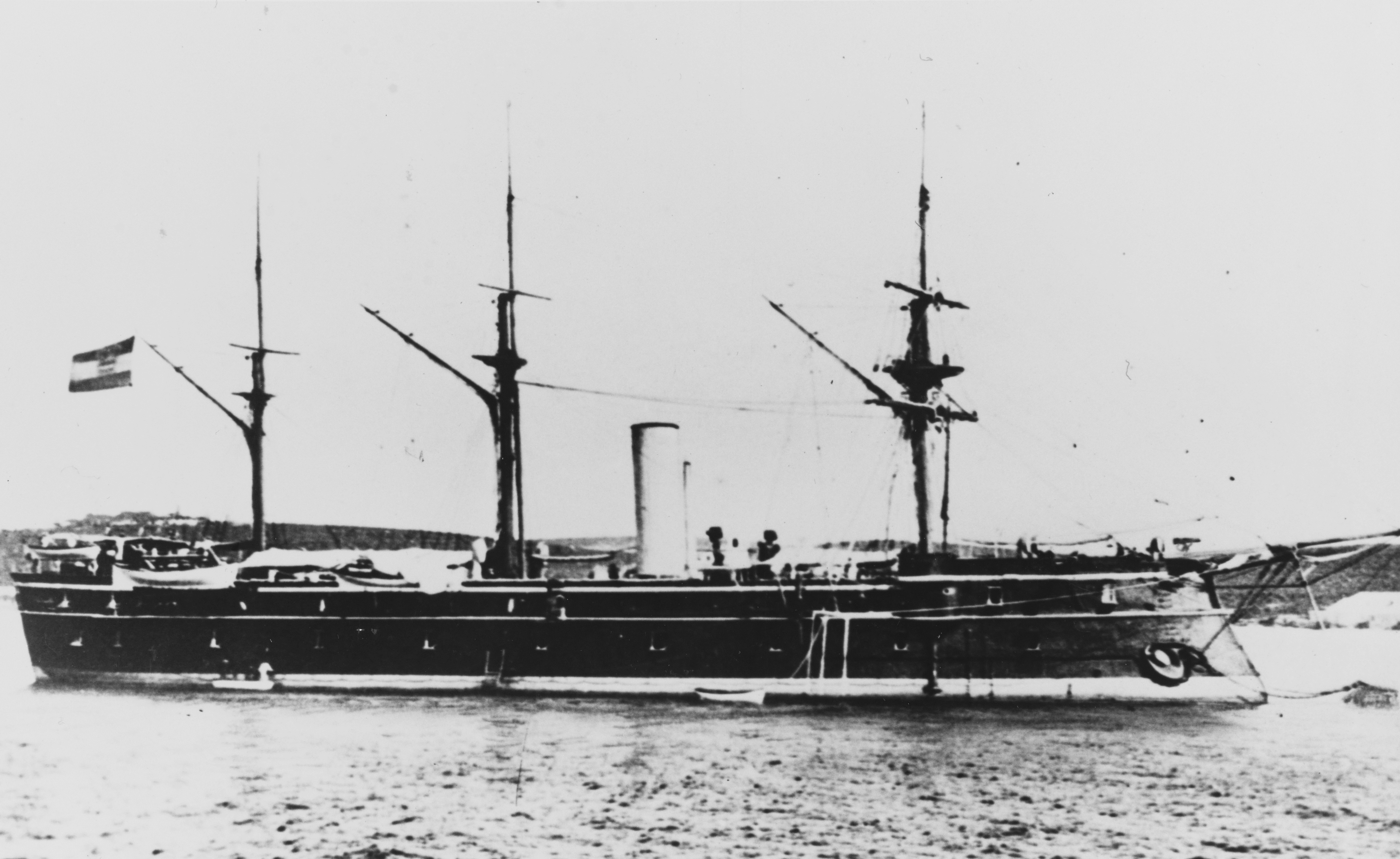
SMS Erzherzog Ferdinand Max

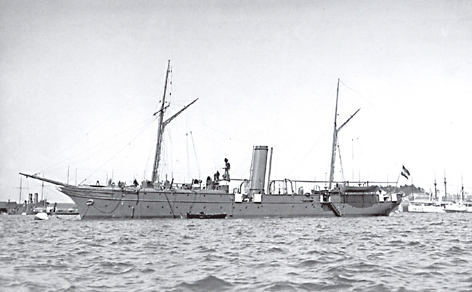
SMS Sebenico

Diese Liste der Schiffe der k.u.k. Kriegsmarine verzeichnet die Kriegsschiffe der Österreichischen Marine.

## Segelschiffe
- San Carlos – Linienschiff (1720)
- Theresia – Donaufregatte (1768)
- SMS Venus – Fregatte (1832)

## Radavisos
- SMS Kaiserin Elizabeth
- SMS Greif
- SMS Vulkan
- SMS Curtatone

## Schraubenlinienschiff
- SMS Kaiser – Linienschiff (1858)

## Schraubenfregatten
- Radetzky-Klasse (Schraubenfregatten)
  - SMS Radetzky – Schraubenfregatte (1854)
  - SMS Adria – Schraubenfregatte (1856)
  - SMS Donau – Schraubenfregatte (1856)
- SMS Novara – Fregatte (1850)
- SMS Schwarzenberg Schraubenfregatte (1853) 50 Geschütze
- SMS Erzherzog Friedrich Schraubenfregatte (1857) 22 Geschütze
- SMS Laudon – Fregatte (1873–1923)

## Schraubenkorvette
- SMS Helgoland (1867–1895) Schraubenkorvette
- SMS Fasana (1870–1920) Schraubenkorvette
- SMS Frundberg (1873–1905) Schraubenkorvette
- SMS Zrinji (1870–1920) Schraubenkorvette
- SMS Aurora (1872–1920) Schraubenkorvette

## Panzerschiffe/Panzerfregatten
- Erzherzog Ferdinand Max  Panzerfregatte (1865–1916), 22 Geschütze Flaggschiff bei der Seeschlacht von Lissa
- Habsburg — Panzerfregatte (1865–1900), 22 Geschütze
- Kaiser Max — 1876 Panzerfregatte 33 Geschütze
- Juan d’Austria — Panzerfregatte 33 Geschütze
- Prinz Eugen  — Panzerfregatte 33 Geschütze
- Tegetthoff — Kasemattschiff
- Kronprinz Erzherzog Rudolf – Turmschiff
- Kronprinzessin Erzherzogin Stephanie – Turmschiff
- Drache (1861–1883) 30 Geschütze
- Salamander (1861–1896) 30 Geschütze
- Custozza (1872–1920)
- Kaiser Max – Kasemattschiff
- Don Juan d’Austria – Kasemattschiff
- Prinz Eugen – Kasemattschiff

## Schlachtschiffe
- Monarch-Klasse
  - SMS Monarch – Schlachtschiff (1895)
  - SMS Wien – Schlachtschiff (1895)
  - SMS Budapest – Schlachtschiff (1896)
- Habsburg-Klasse
  - SMS Habsburg – Schlachtschiff (1900)
  - SMS Árpád – Schlachtschiff (1901)
  - SMS Babenberg – Schlachtschiff (1902)
- Erzherzog-Karl-Klasse
  - SMS Erzherzog Karl – Schlachtschiff (1903)
  - SMS Erzherzog Ferdinand Max – Schlachtschiff (1903)
  - SMS Erzherzog Friedrich – Schlachtschiff (1904)
- Radetzky-Klasse
  - SMS Zrinyi – Schlachtschiff (1908)
  - SMS Radetzky – Schlachtschiff (1909)
  - SMS Erzherzog Franz Ferdinand – Schlachtschiff (1910)
- Tegetthoff-Klasse
  - Viribus Unitis – Schlachtschiff (1911)
  - Prinz Eugen – Schlachtschiff (1912)
  - Tegetthoff – Schlachtschiff (1912)
  - Szent István – Schlachtschiff (1914)

## Panzerkreuzer
- Kaiserin und Königin Maria Theresia – Panzerkreuzer (Großer Kreuzer)
- Kaiser Karl VI. – Panzerkreuzer (Großer Kreuzer)
- Sankt Georg – Panzerkreuzer (Großer Kreuzer)

## Kreuzer
- Panther-Klasse
  - Panther – Geschützter Kreuzer (Kleiner Kreuzer)
  - Leopard – Geschützter Kreuzer (Kleiner Kreuzer)
- Tiger – Geschützter Kreuzer (Kleiner Kreuzer)
- Kaiser-Franz-Joseph-I.-Klasse
  - Kaiser Franz Joseph I. – Geschützter Kreuzer (Kleiner Kreuzer)
  - Kaiserin Elisabeth – Geschützter Kreuzer (Kleiner Kreuzer)
- Zenta-Klasse
  - Zenta – Geschützter Kreuzer (Kleiner Kreuzer)
  - Aspern – Geschützter Kreuzer (Kleiner Kreuzer)
  - Szigetvár – Geschützter Kreuzer (Kleiner Kreuzer)
- Admiral Spaun – Rapidkreuzer
- Helgoland-Klasse
  - Novara – Rapidkreuzer
  - Helgoland – Rapidkreuzer
  - Saida – Rapidkreuzer

## Kanonenboote

### Donaumonitore
- SMS Bodrog – Fluss-Kanonenboot (Museumsschiff in Belgrad)
- SMS Enns – Fluss-Kanonenboot
- SMS Inn – Fluss-Kanonenboot
- SMS Körös – Fluss-Kanonenboot
- SMS Leitha – Fluss-Kanonenboot (Museumsschiff in Budapest)
- SMS Maros – Fluss-Kanonenboot
- SMS Sava – Fluss-Kanonenboot
- SMS Szamos – Fluss-Kanonenboot
- SMS Temes – Fluss-Kanonenboot

### Weitere
- SMS Franz Joseph – Kanonenboot-Gardasee
- SMS Hess – Kanonenboot-Gardasee
- Narenta-Klasse
  - SMS Narenta 4 Geschütze, Lissa Teilnehmer
  - SMS Kerka 4 Geschütze, Lissa Teilnehmer
  - SMS Hum 4 Geschütze, Lissa Teilnehmer
  - SMS Vellebich 4 Geschütze, Lissa Teilnehmer
  - SMS Dalmat 4 Geschütze, Lissa Teilnehmer
  - SMS Seehund 4 Geschütze, Lissa Teilnehmer
  - SMS Wal 4 Geschütze, Lissa Teilnehmer
  - SMS Streiter 4 Geschütze, Lissa Teilnehmer
  - SMS Reka 4 Geschütze, Lissa Teilnehmer
- SMS Andreas Hofer 3 Geschütze, Lissa Teilnehmer
- SMS Albatros – Kanonenboot 1873–1924
- SMS Sebenico – Kanonenboot
- SMS Nautilus – Kanonenboot

## Zerstörer und Torpedoboote
- Tátra-Klasse  – 10 Torpedoboots-Zerstörer
  - SMS Tatra
  - SMS Balaton
  - SMS Csepel
  - SMS Lika
  - SMS Triglav
  - SMS Orjen
  - SMS Triglav (2) – 2. Gruppe
  - SMS Lika (2)
  - SMS Dukla
  - SMS Uzsog

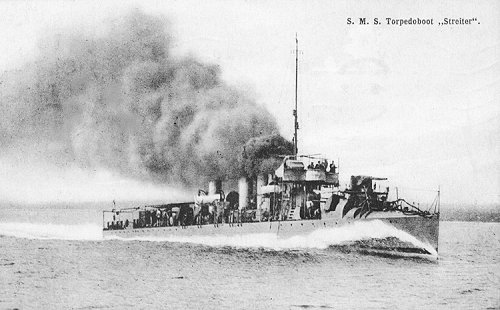
SMS Streiter

- Huszár-Klasse – 14 Torpedoboots-Zerstörer
  - SMS Huszár – Yarrow
  - SMS Ulan – Triest
  - SMS Streiter
  - SMS Wildfang
  - SMS Scharfschütze
  - SMS Usoke
  - SMS Tuul – Fiume
  - SMS Pandúr
  - SMS Csikós
  - SMS Réka
  - SMS Dinara
  - SMS Velebit
  - SMS Huszár (2) – Ersatzbau Pola
  - SMS Warasdiner – für China begonnen
- SMS Magnet – Torpedokanonenboot, Zerstörer
- SMS Satellit – Torpedokanonenboot, Zerstörer
- SMS Trabant – Torpedokanonenboot, Zerstörer
- SMS Planet – Torpedokanonenboot, Zerstörer
- Meteor-Klasse (1887) Torpedokanonenboot, Zerstörer
  - SMS Blitz
  - SMS Komet
  - SMS Meteor

## Torpedoboote
- Kaiman-Klasse (24 Hochseetorpedoboote)

- Alk
- Alligator
- Anaconda
- Delphin
- Drache
- Echse
- Greif
- Hai
- Hydra
- Kaiman
- Kormoran
- Krake
- Krokodil
- Molch
- Möwe
- Narwal
- Phönix
- Pinguin
- Polyp
- Schwalbe
- Seehund
- Skorpion
- Triton
- Wal

- SM Tb I bis XXVI – Hochsee-Torpedoboote
- SM Tb 1 bis 39 – Torpedoboote (mit Ausfällen)

## U-Boote
- SM U 1
- SM U 2
- SM U 3
- SM U 4
- SM U 5
- SM U 6
- SM U 10
- SM U 11
- SM U 12
- SM U 14
- SM U 15
- SM U 16
- SM U 17
- SM U 20
- SM U 21
- SM U 22
- SM U 23
- SM U 27
- SM U 28
- SM U 29
- SM U 30
- SM U 31
- SM U 32
- SM U 40
- SM U 41
- SM U 43
- SM U 47

- Die von der k.u.k.-Marine bei der Germaniawerft bestellten Boote U 7, U 8 und U 9 wurden bald nach Kriegsbeginn noch im Bauzustand an die deutsche Kaiserliche Marine verkauft, für die sie dann als UB 7, UB 8 und UB 3 im Mittelmeer bzw. Schwarzen Meer dienten.

## Donau-Wachboote
- SMS B, C und D – Donau-Wachboote

## Spezialschiffe
- Hulk Adria – Artillerieschulschiff
- SMS Feuerspeier – Beischiff zur Hulk Adria
- SMS Sebenico – Tender
- SMS Spalato – Tender
- SMS Hippos – Schlepptender
- SMS Büffel – Schlepptender
- Hulk Alpha – Torpedoschulschiff
- SMS Zara – Beischiff zur Hulk Alpha
- SMS Planet – Beischiff zur Hulk Alpha
- SMS Hulk Gamma – Seeminenschulschiff
- Basilisk – Minentender
- SMS Dromedar – Minentender
- SMS Salamander – Minentender
- SMS Custoza – Seekadettenschulschiff
- Hulk Schwarzenberg – Marineunteroffiziers-Schulschiff
- SMS Donau – Begleitschiff zur Schwarzenberg
- SMS Nautilus – Begleitschiff zur Schwarzenberg
- SMS Vulcan – Werkstättenhulk
- SMS Hulk Bellona – Überwachungsschiff
- SMS Pluto – Pumpentender
- SMS Najade – Wassertender
- SMS Nixe – Wassertender/Zisternenschiff
- SMS Nymphe – Wassertender
- Miramar – Yacht
- Lacroma ex Tiger – Yacht
- SMS Taurus – Yacht
- SMS Dalmat Yacht/Kanonenboot (1898)
- SMS Cyclop – Werkstättenschiff
- SMS Gäa ex Moskau, ex Don, ex Fürst Bismarck – Torpedoboot-Begleitschiff
- Pelikan – Unterseeboot-Begleitschiff
- SMS Vesta – Petroleumtankschiff